# 1960年の野球
1960年の野球（1960ねんのやきゅう）では、1960年の野球界における動向をまとめる。

## 競技結果

### 日本プロ野球

#### ペナントレース
| 順位 | 球団             | 勝 | 敗 | 分 | 勝率 | 差   |
| 1位  | 大洋ホエールズ   | 70 | 56 | 4  | .556 | 優勝 |
| 2位  | 読売ジャイアンツ | 66 | 61 | 3  | .520 | 4.5  |
| 3位  | 大阪タイガース   | 64 | 62 | 4  | .508 | 6.0  |
| 4位  | 広島カープ       | 62 | 61 | 7  | .504 | 6.5  |
| 5位  | 中日ドラゴンズ   | 63 | 67 | 0  | .485 | 9.0  |
| 6位  | 国鉄スワローズ   | 54 | 72 | 4  | .429 | 16.0 |

| 順位 | 球団               | 勝 | 敗 | 分 | 勝率 | 差   |
| 1位  | 毎日大映オリオンズ | 82 | 48 | 3  | .631 | 優勝 |
| 2位  | 南海ホークス       | 78 | 52 | 6  | .600 | 4.0  |
| 3位  | 西鉄ライオンズ     | 70 | 60 | 6  | .538 | 12.0 |
| 4位  | 阪急ブレーブス     | 65 | 65 | 6  | .500 | 17.0 |
| 5位  | 東映フライヤーズ   | 52 | 78 | 2  | .400 | 30.0 |
| 6位  | 近鉄バファロー     | 43 | 87 | 1  | .331 | 39.0 |

#### 日本シリーズ
| 日付                           | 試合   | ビジター球団（先攻） | スコア | ホーム球団（後攻） | 開催球場   |
| ------------------------------ | ------ | -------------------- | ------ | ------------------ | ---------- |
| 10月11日（火）                 | 第1戦  | 毎日大映オリオンズ   | 0 - 1  | 大洋ホエールズ     | 川崎球場   |
| 10月12日（水）                 | 第2戦  | 毎日大映オリオンズ   | 2 - 3  | 大洋ホエールズ     | 川崎球場   |
| 10月13日（木）                 | 移動日 | 移動日               | 移動日 | 移動日             | 移動日     |
| 10月14日（金）                 | 第3戦  | 大洋ホエールズ       | 6 - 5  | 毎日大映オリオンズ | 後楽園球場 |
| 10月15日（土）                 | 第4戦  | 大洋ホエールズ       | 1 - 0  | 毎日大映オリオンズ | 後楽園球場 |
| 優勝：大洋ホエールズ（初優勝） |        |                      |        |                    |            |

#### 個人タイトル
|              | セントラル・リーグ | セントラル・リーグ | セントラル・リーグ | パシフィック・リーグ | パシフィック・リーグ | パシフィック・リーグ |
| タイトル     | 選手               | 球団               | 成績               | 選手                 | 球団                 | 成績                 |
| ------------ | ------------------ | ------------------ | ------------------ | -------------------- | -------------------- | -------------------- |
| 最優秀選手   | 秋山登             | 大洋               |                    | 山内和弘             | 大毎                 |                      |
| 最優秀新人   | 堀本律雄           | 巨人               |                    | 該当者なし           | 該当者なし           | 該当者なし           |
| 沢村栄治賞   | 堀本律雄           | 巨人               |                    |                      |                      |                      |
| 首位打者     | 長嶋茂雄           | 巨人               | .334               | 榎本喜八             | 大毎                 | .344                 |
| 最多本塁打   | 藤本勝巳           | 大阪               | 22本               | 山内和弘             | 大毎                 | 32本                 |
| 最多打点     | 藤本勝巳           | 大阪               | 76打点             | 山内和弘             | 大毎                 | 103打点              |
| 最多盗塁     | 中利夫             | 中日               | 50盗塁             | R.バルボン           | 阪急                 | 32盗塁               |
| 最多安打     | 長嶋茂雄           | 巨人               | 151安打            | 榎本喜八             | 大毎                 | 170安打              |
| 最高出塁率   | 長嶋茂雄           | 巨人               | .422               | 榎本喜八             | 大毎                 | .435                 |
| 最優秀防御率 | 秋山登             | 大洋               | 1.75               | 小野正一             | 大毎                 | 1.98                 |
| 最多勝利     | 堀本律雄           | 巨人               | 29勝               | 小野正一             | 大毎                 | 33勝                 |
| 最多奪三振   | 金田正一           | 国鉄               | 284奪三振          | 杉浦忠               | 南海                 | 317奪三振            |
| 最高勝率     | 秋山登             | 大洋               | .677               | 小野正一             | 大毎                 | .750                 |

#### ベストナイン
|          | セントラル・リーグ | セントラル・リーグ | パシフィック・リーグ | パシフィック・リーグ |
| 守備位置 | 選手               | 球団               | 選手                 | 球団                 |
| -------- | ------------------ | ------------------ | -------------------- | -------------------- |
| 投手     | 秋山登             | 大洋               | 小野正一             | 大毎                 |
| 捕手     | 土井淳             | 大洋               | 野村克也             | 南海                 |
| 一塁手   | 近藤和彦           | 大洋               | 榎本喜八             | 大毎                 |
| 二塁手   | 井上登             | 中日               | 仰木彬               | 西鉄                 |
| 三塁手   | 長嶋茂雄           | 巨人               | 小玉明利             | 近鉄                 |
| 遊撃手   | 吉田義男           | 大阪               | 豊田泰光             | 西鉄                 |
| 外野手   | 中利夫             | 中日               | 田宮謙次郎           | 大毎                 |
| 外野手   | 並木輝男           | 大阪               | 張本勲               | 東映                 |
| 外野手   | 森徹               | 中日               | 山内和弘             | 大毎                 |

### 高校野球
- 第32回選抜高等学校野球大会優勝：高松商業（香川県）
- 第42回全国高等学校野球選手権大会優勝：法政二（神奈川県）

### 大学野球
- 第9回全日本大学野球選手権大会優勝：法政大

- 東京六大学野球連盟優勝 春：法政大、秋：早稲田大
- 東都大学野球連盟優勝 春：日本大、秋：専修大
- 関西六大学野球連盟優勝 春：同志社大、秋：立命館大

### 社会人野球
- 第31回都市対抗野球大会優勝：熊谷組

### メジャーリーグ
- ワールドシリーズ
ピッツバーグ・パイレーツ（ナ・リーグ） （4勝3敗） ニューヨーク・ヤンキース（ア・リーグ）

## できごと

### 1月
- 1月11日 - 広島は午後1時半より広島市基町毎日会館にて重役会議を開き、球団代表の河口豪が辞任し、後任に中国新聞社長の山本正房が就任することを決定[2]。
- 1月13日 - パ・リーグのオーナー、理事合同会議が午後2時より東京会館にて開かれ、今季のパ・リーグ総裁に南海電鉄社長の壷田修を選出[3]。

### 4月
- 4月2日 - セ・リーグの公式戦が開幕[4]。
- 4月3日 - 阪神の小山正明が広島市民球場での対阪神ダブルヘッダー第一試合で勝利投手となり、プロ通算100勝を達成[5]。
- 4月8日 - 第32回選抜高等学校野球大会（阪神甲子園球場）の決勝戦が行われ、高松商の山口富士雄による春夏通じて初となる優勝決定サヨナラ本塁打で米子東を2対1で破り、1924年の第1回以来2度目の優勝達成する[6]。
- 4月9日 - パ・リーグの公式戦が開幕[7]。

### 5月
- 5月15日 - 大リーグ・シカゴ・カブスのドン・カードウェルが対セントルイス・カージナルス戦においてノーヒットノーランを達成、スコアは4対0。

### 6月
- 6月2日 - 阪急の米田哲也が西宮球場での対近鉄戦11回戦の九回表にこの試合5個目の三振を奪い、プロ通算1000奪三振を達成[8]。
- 6月9日 - 大毎の坂本文次郎が川崎球場での対阪急10回戦の四回裏に安打を打ち、プロ通算1000安打を達成[9]。
- 6月29日 - 大毎は川崎球場での対近鉄12回戦に2-0で勝利し、プロ野球タイ記録の18連勝[10]。
- 6月30日 - 大毎は川崎球場での対近鉄13回戦に4-5で敗れ、連勝が18で止まる[11]。

### 7月
- 7月6日 - 近鉄の武智文雄が平和台球場での対西鉄ダブルヘッダー第1試合の第14回戦で勝利投手となり、プロ通算100勝を達成[12]。
- 7月8日
  - 東映は辞意を意向を示している監督の岩本義行について休養させ、代わりに二軍監督の保井浩一を一軍監督代行とすると決定[13]。
  - 国鉄は球団社長の今泉秀夫の辞任を発表[14]。
- 7月12日 - 阪急の梶本隆夫が西宮球場での対南海12回戦の七回裏に福田昌久を三振に打ち取り、プロ通算1500奪三振を達成[15]。
- 7月16日 - 大毎の山内一弘が後楽園球場での対南海15回戦の四回裏に三塁内野安打を打ち、プロ通算1000安打を達成[16]。
- 7月29日 - 西鉄の豊田泰光が大阪球場での対南海18回戦の九回表に二塁打を打ち、プロ通算1000安打を達成[17]。

### 8月
- 8月6日 - 西鉄ライオンズの小淵泰輔が平和台球場での対東映フライヤーズ18回戦においてサイクル安打を達成[18]。
- 8月7日 - 西鉄の豊田泰光が平和台球場での東映ダブルヘッダー第二試合の20回戦に出場し、プロ通算1000試合出場を達成[19]。
- 8月8日 - 第31回都市対抗野球大会の決勝戦（後楽園）が行われ、熊谷組が松下電器を3対2のサヨナラ勝利で下し、3年ぶり2度目の優勝を達成。
- 8月9日 - MLBのボストン・レッドソックス対クリーブランド・インディアンス戦において外野飛球がフェンス最上部に当たって跳ね返り、地面に触れる前に守備で走っていたレッドソックスのルー・クリントンの足に当たってしまった。クリントンはそれを蹴り飛ばしてしまい、フェンスを越え本塁打としてしまう珍プレーが発生した[20]。
- 8月11日 - 大洋ホエールズの島田源太郎が川崎球場での対大阪タイガースダブルヘッダー第一試合の20回戦において完全試合を達成[21][22]。
- 8月16日 - 国鉄の金田正一が後楽園球場での対大洋ダブルヘッダー第一試合の21回戦の六回表から登板して16勝目を挙げ、プロ通算250勝を達成[23]。
- 8月18日 - MLBのミルウォーキー・ブレーブスのルー・バーデッティが対フィラデルフィア・フィリーズ戦においてノーヒットノーランを達成、スコアは1対0。
- 8月21日 - 第42回全国高等学校野球選手権大会の決勝戦が甲子園球場にて午後1時より行われ、法政二が静岡を3対0で破り、初優勝[24]。

### 9月
- 9月16日 - 大リーグ・ブレーブスのウォーレン・スパーンが対フィリーズ戦でノーヒットノーランを達成、スコアは4対0。
- 9月19日 - 大洋は川崎球場での対阪神25回戦で26選手を起用[25]。
- 9月21日 - 国鉄の金田正一が広島球場での対広島24回戦の五回裏に阿南準郎を三振に打ち取り、プロ通算3000奪三振を達成[26]。
- 9月26日 - 阪神の渡辺省三が後楽園球場での対国鉄ダブルヘッダーの第二試合の23回戦に先発して勝利投手となり、プロ通算100勝を達成[27]。
- 9月30日 - 国鉄の金田正一が後楽園球場での対中日戦に5回から登板して勝利投手となり20勝をあげ、これで10年連続20勝を達成[28]。

### 10月
- 10月2日 - 後楽園球場での読売ジャイアンツ対広島カープのダブルヘッダー第1試合の24回戦で巨人が広島に1-2で敗れ、大洋の初のセ・リーグ優勝が決定[29]。
- 10月5日 - 毎日大映オリオンズが平和台球場での対西鉄戦25回戦で4-0で勝ち、10年ぶり2度目のパ・リーグ優勝[30]。
- 10月6日 - 広島の監督の白石勝巳が球団に対して辞任を申し出る[31]。
- 10月8日 - プロ野球の最高殊勲選手、最優秀新人、ベストナインを決定する記者投票の開票が行われ、最高殊勲選手にセ・リーグは大洋の秋山登、パ・リーグは大毎の山内一弘。最優秀新人にセ・リーグは巨人の堀本律雄、パ・リーグは史上初の「該当者なし」となる[32]。
- 10月9日
  - 平和台球場での西鉄対阪急のダブルヘッダー第1試合の試合時間が1時間12分のパ・リーグ最短記録[33]。
  - 阪急の山下健が平和台球場での対阪急ダブルヘッダー第2試合の27回戦に出場し、プロ通算1000試合出場を達成[33]。
- 10月10日 - 沢村賞の選定が新聞、通信社の運動部長による回答から、巨人の堀本律雄を選出[34]。
- 10月15日 - 日本シリーズ第4戦が後楽園球場にて行われ、大洋が大毎を1対0で破り、ストレート4連勝(4タテ)で初の日本一となる[35]。
- 10月20日 - 中日は午後7時半より名古屋市内の中部日本新聞本社にて記者会見し、コーチの濃人渉の監督昇格を発表した[36]。

### 11月
- 11月18日 - 大毎は正午より毎日新聞社新館二階の貴賓室にて緊急の役員会議を開き、今後の球団運営について毎日新聞が撤退し大映に一本化することを決定[37]。
- 11月19日 - 巨人は午後4時より東京銀座西の球団事務所にて監督の水原茂が辞任し、ヘッドコーチの川上哲治が後任の監督に就任したと発表[38]。
- 11月26日 - 中日は球団代表が平岩治郎に代わり中日新聞編集局次長の高田一夫が就任すると発表[39]。
- 11月29日 - 国鉄は午後3時より丸の内の交通協力会会長室にて記者会見し、砂押邦信が監督に就任したと正式に発表[40]。

### 12月
- 12月8日 - 東映は水原茂が新監督に就任したと正式に発表[41]。
- 12月17日 - 中日の大矢根博臣と西鉄小淵泰輔のトレードが両球団から発表される[42]。
- 12月23日 - 巨人の土屋正孝と国鉄の土居章助のトレードが成立[43]。
- 12月27日 - 阪急の河野旭輝と中日の岡島博治のトレードが成立したと両球団が発表[44]。

## 誕生

### 1月
- 1月8日 - ランディ・レディ
- 1月9日 - 西村徳文
- 1月10日 - ケルビン・トーベ
- 1月12日 - マイク・マーシャル
- 1月16日 - 野田雲平
- 1月25日 - 良川昌美

### 2月
- 2月6日 - 後藤祝秀

### 3月
- 3月3日 - チャック・ケアリー
- 3月14日 - マイク・パグリアルーロ
- 3月18日 - マット・ウインタース
- 3月19日 - 川端順
- 3月20日 - マイク・ヤング
- 3月22日 - 荻原修
- 3月27日 - 上川誠二

### 4月
- 4月6日 - 東利夫
- 4月9日 - 嶋田信敏
- 4月11日 - 中島浩人
- 4月12日 - 田中富生
- 4月15日 - マイク・ディアズ
- 4月19日 - R・J・レイノルズ
- 4月28日 - マーク・ライアル

### 5月
- 5月3日 - 真喜志康永
- 5月6日 - 白武佳久
- 5月9日 - トニー・グウィン
- 5月10日 - 斉藤浩行
- 5月17日 - 早川和夫
- 5月19日 - 原田英彦
- 5月23日 - 佐藤秀明（+ 2007年）

### 6月
- 6月3日 - 右田一彦
- 6月6日 - 小川史
- 6月7日 - ジム・パチョレック
- 6月14日 - マイク・ラガ
- 6月15日 - 金田進
- 6月28日 - 福良淳一

### 7月
- 7月3日 - ジャック・ドウティー
- 7月6日 - ハーマン・リベラ
- 7月17日 - 村岡耕一
- 7月18日 - 佐藤純一
- 7月20日 - マイク・ウィット
- 7月21日 - 水谷茂雄
- 7月23日 - 定岡徹久
- 7月29日 - 大久保美智男

### 8月
- 8月1日 - 津田恒実（+ 1993年）
- 8月3日 - 倉田邦房
- 8月3日 - 西田真二
- 8月4日 - 川又米利
- 8月6日 - 森脇浩司
- 8月6日 - 柴原実
- 8月15日 - 大野久
- 8月17日 - 岡本光
- 8月18日 - 松本稔
- 8月19日 - ロン・ダーリング
- 8月24日 - カル・リプケン・ジュニア
- 8月27日 - 黒原祐二

### 9月
- 9月2日 - レックス・ハドラー
- 9月4日 - 石井雅博
- 9月5日 - ティム・バートサス
- 9月7日 - ウェイド・ロードン
- 9月14日 - 浜田知明
- 9月16日 - メル・ホール
- 9月27日 - 松永浩美
- 9月29日 - ロブ・ディアー
- 9月30日 - 工藤幹夫（+ 2016年）

### 10月
- 10月14日 - ビル・ベイス
- 10月25日 - 吉田博之
- 10月30日 - リー・タネル

### 11月
- 11月1日 - フェルナンド・バレンズエラ（+ 2024年）
- 11月6日 - 中西親志
- 11月25日 - 南秀憲
- 11月26日 - 山森雅文
- 11月29日 - 野口裕美

### 12月
- 12月9日 - 南牟礼豊蔵
- 12月14日 - 小山昭晴（+ 2005年）
- 12月20日 - 桑田茂
- 12月25日 - トーマス・オマリー
- 12月25日 - タイ・ゲイニー
- 12月26日 - 金石昭人

## 死去
- 12月8日 - 繁里栄（* 1916年）
- 12月14日 - 星田次郎（* 1919年）